# Cupedia cupediella
Cupedia cupediella är en fjärilsart som först beskrevs av Herrich-Schäffer 1855.  Cupedia cupediella ingår i släktet Cupedia och familjen styltmalar.
Artens utbredningsområde är:
- Österrike.
- Bulgarien.
- Grekland.
- Iran.
- Italien.
- Turkmenistan.
- Turkiet.
- Kroatien.
- Serbien.

Inga underarter finns listade i Catalogue of Life.